# ニイガタマシンテクノ
株式会社ニイガタマシンテクノ（英：NIIGATA MACHINE TECHNO CO.,LTD.）は、本社を新潟県新潟市に置く工作機械メーカー。池貝、オークマと並び、「工作機械老舗3メーカー」と呼ばれる。

## 概要
ニイガタマシンテクノは1904年の旋盤生産からはじまり、長年にわたって培った技術により「高精度・高剛性・高速」をキーワードに開発されたニイガタ独自のＢＯＸ ｉｎ ＢＯＸ®構造に三点支持構造をとりいれた横形マシニングセンタを主力商品とし、重切削・高剛性機のHNシリーズ、旋削機能やフェーシング機能をもつ複合マシニングセンタなど、特徴ある機械の開発も推進している。

## 拠点

### 日本国内
- 本社・本社工場 - 新潟県新潟市東区岡山1300番地

- 工機営業グループ

本社営業 - 新潟県新潟市東区岡山1300番地
大宮支社 - 埼玉県さいたま市見沼区丸ケ崎975番地
大阪支店 - 大阪府東大阪市長田東4丁目3番22号
名古屋支店 - 愛知県名古屋市名東区本郷2丁目177番地　第三幸楽ビル1階

## 製品
- 工作機械
  - 高速系横形マシニングセンタ
  - 重切削系横形マシニングセンタ
  - 複合横形マシニングセンタ
  - FMS、多機能形セルコントローラ（ICC）
  - 特機 - NCフライス盤、スクリュー加工機